# منتخب كوريا الجنوبية تحت 20 سنة لكرة القدم للسيدات
منتخب كوريا الجنوبية تحت 20 سنة للسيدات لكرة القدم (هانغل: 대한민국 여자 U-20 축구 국가대표팀) هو ممثل كوريا الجنوبية الرسمي في المنافسات الدولية في كرة القدم في فئة كرة قدم تحت 20 سنة للسيدات، يديريه اتحاد كوريا الجنوبية لكرة القدم.